# Leerdam
Leerdam est une ville et une ancienne commune des Pays-Bas, située à l'extrême est de la province de Hollande-Méridionale jusqu'au 1er janvier 2019, et depuis cette date dans la province d'Utrecht. Selon le recensement du 1er janvier 2023, la commune compte 19 593 habitants pour une superficie totale de 35,18 km2 (dont 0,36 km2 d'eau).
Le 1er janvier 2019, la commune de Leerdam est supprimée. Elle fusionne avec Vianen et Zederik pour former la nouvelle commune de Vijfheerenlanden.
La ville est principalement connue pour sa production de verre, son fromage (le Leerdammer), ainsi que son centre historique.

## Histoire
Leerdam apparaît pour la première fois en 1143 et est mentionnée Ter Lede ou Ter Leede. À cette époque, c'était une seigneurie de la famille van der Lede, dont la famille Van Arkel est issue. Elle est en leur possession jusqu'en 1305, après quoi le domaine est repris par les seigneurs d'Arkel. En 1382, Leerdam obtient les privilèges urbains d'Otto van Arkel. Ses droits sont donnés une seconde fois en 1407 de Guillaume de Hollande.
Après les guerres d'Arkel (1401-1412), le fief d'Arkel est récupéré par le Comté de Hollande. En 1428, la maison d'Egmont a acquis ces terres et la conserve jusqu'au milieu du XVe siècle. Ensuite elle passe à la maison d'Orange-Nassau.
La rivière Linge, entourée de murs de roseaux et parsemée de nombreux nénuphars, détermine en partie l'atmosphère du paysage. La ville est située dans la partie orientale du Vijfheerenlanden.
La riche histoire de Leerdam se retrouve à travers les bâtiments historiques de la ville, dans un bel état de conservation, tels que la Grote Kerk (ou Grande Eglise), le Hofje van Madame van Aerden (ou Cour de Madame de Aerden), mais aussi les murs survivants et partiellement restaurés de l'ancienne enceinte de la ville du Zuidwal et de l' Oude Raadhuis.

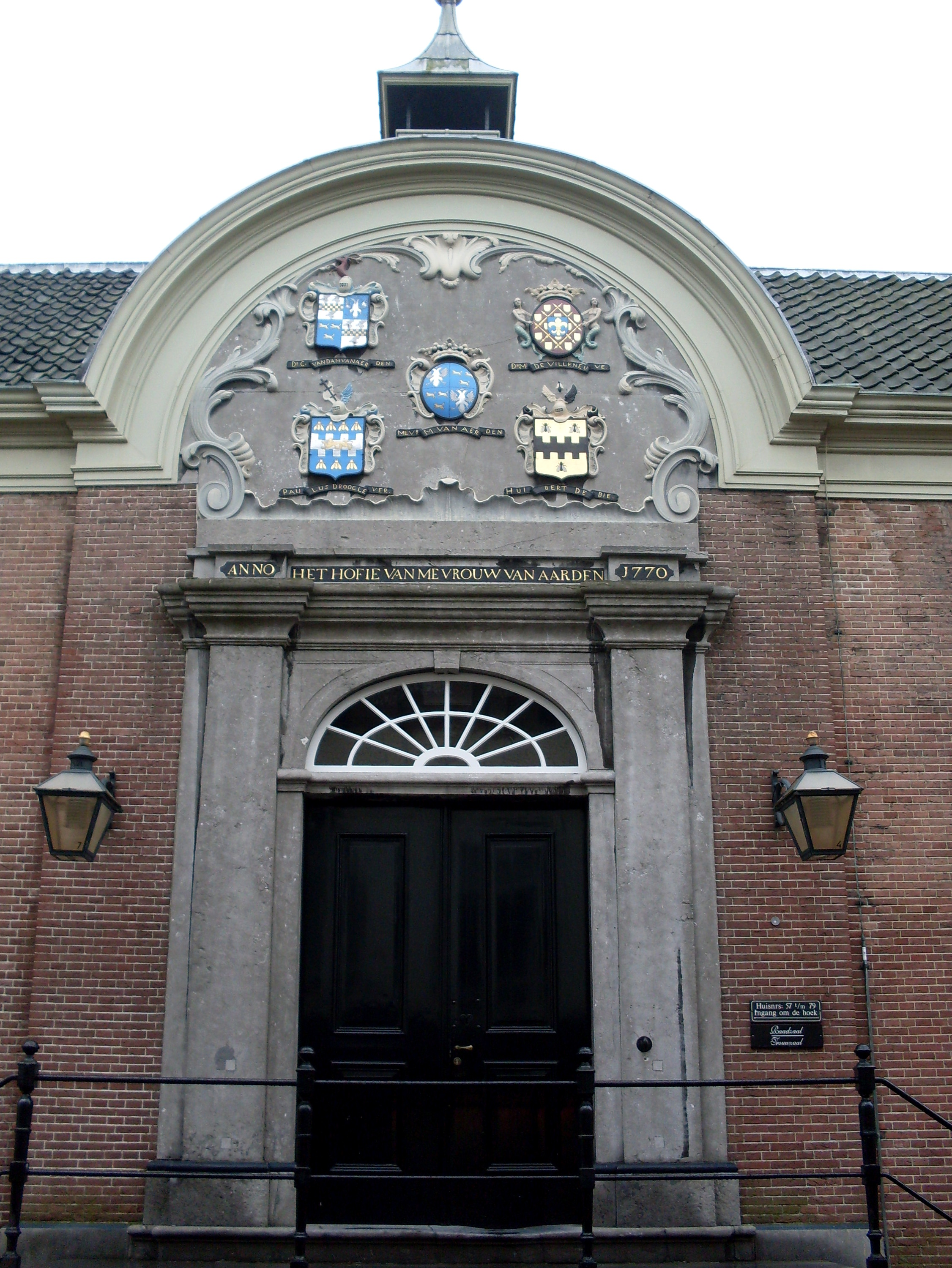
L'entrée de la Cour des femmes de Madame van Aerden.

Les douves du côté sud de la ville abritaient autrefois un château, le château de Leerdam. Celui-ci a été complètement détruit par les Espagnols en 1574 et n'a jamais été reconstruit. En 1770, donc, la cour des femmes a été installée à cet endroit : la cour de Madame Van Aerden. C'est maintenant un musée qu'il est possible de visiter.
Le moulin à bascule Ter Leede a été préservé de tous les moulins qui entouraient les polders.
Les remparts monumentaux de la ville du Zuidwal (ou Mur sud) et les canaux montrent à quel point la ville de Leerdam était fortifiée. Il y avait 4 portes percées dans les murs de la ville. Cependant, ces portes ont été démolies au XIXe siècle.

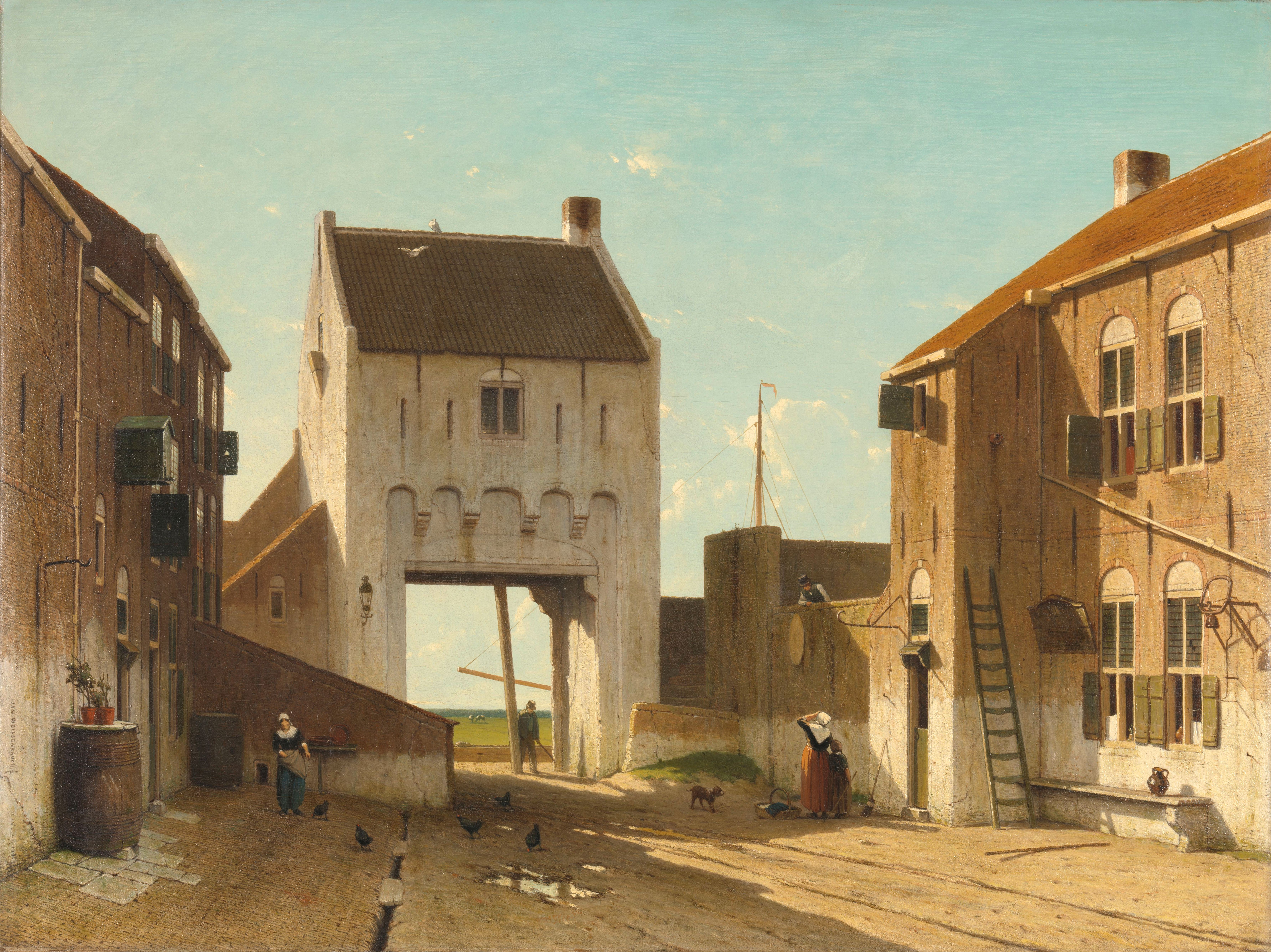
La porte de la ville Steigerpoort vers 1868-1870.
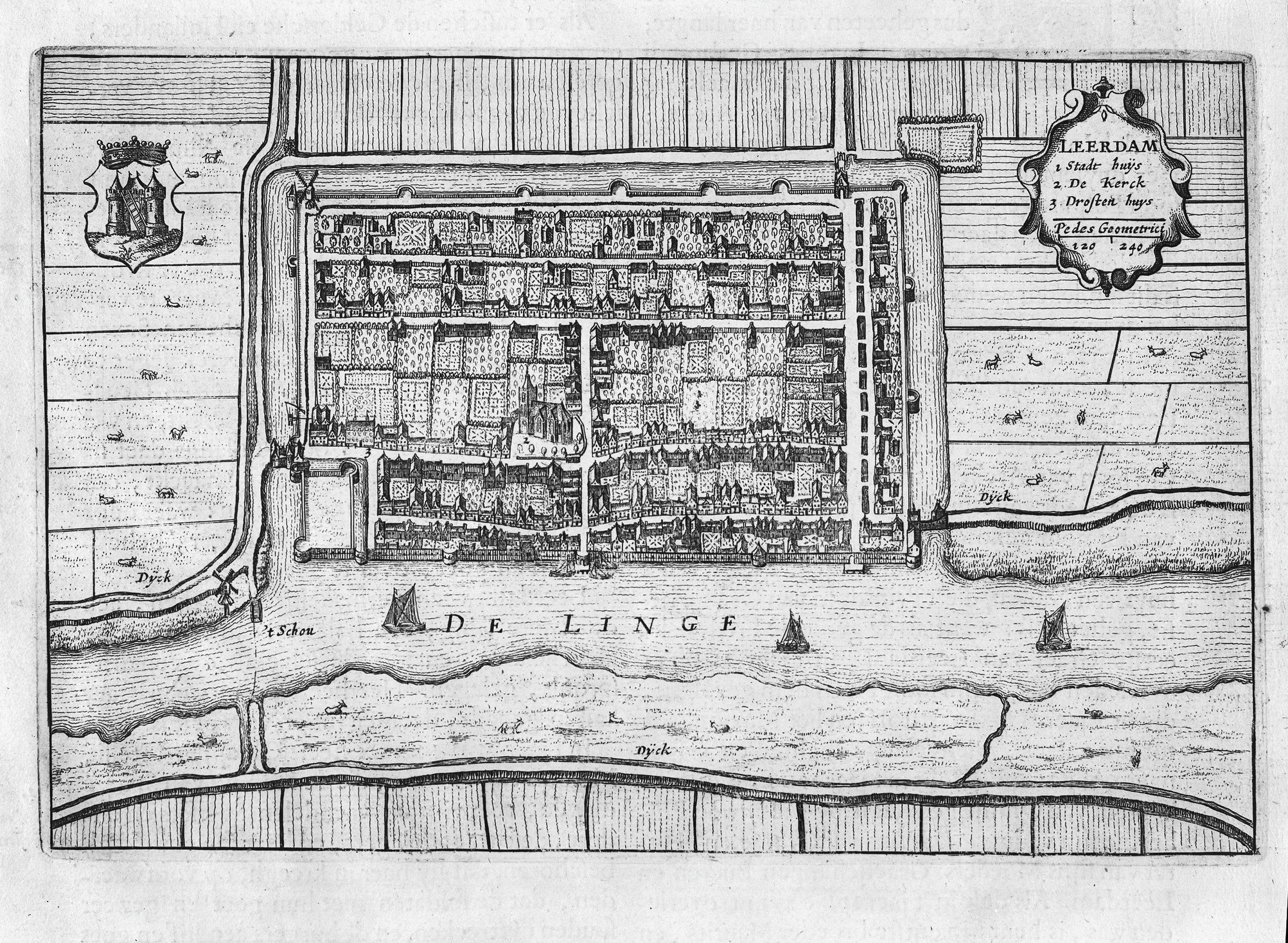
Plan de la ville vers 1649 par J. Blaeu. On y distingue l'espace occupé par le château (dans le coin de la ville à gauche en bas) ainsi que les quatre portes dont la Vispoort qui donne directement sur la Linge.

La Schoonhuis (Belle Maison) ou Drossaardshuis (Maison du bailli) était situé dans la Kerkstraat, en face de la Cour des femmes de Madame van Aerden. Il n'en reste plus que la porte avec au-dessus le texte “Vriheyt en is om gheen gelt te coop”. Aujourd'hui, c'est l'entrée d'un magasin.
Après la destruction du château de Leerdam, Marie d'Orange-Nassau est venue y vivre. Elle dirigeait le comté pour le compte de son frère, Guillaume le Taciturne.

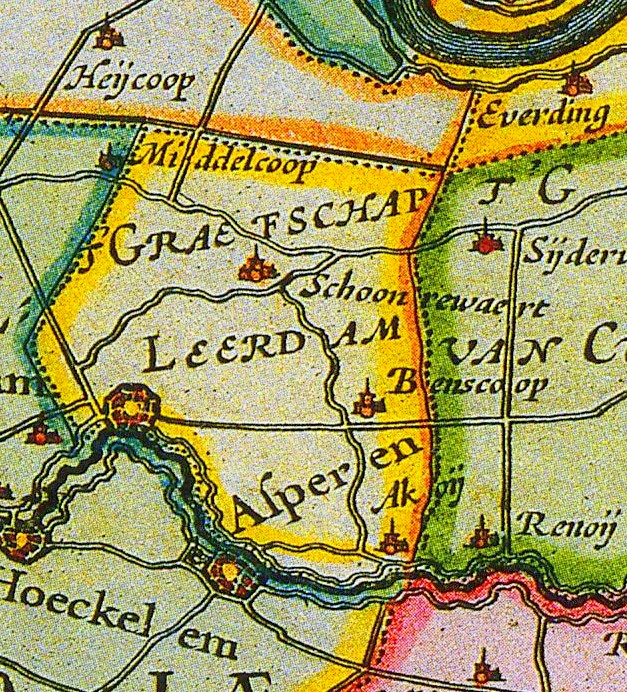
Le comté de Leerdam vers 1665.

Dans les années 1910-1920, Leerdam a été agrandi avec le nouveau quartier résidentiel Broekgraaf sur le côté ouest de la ville.

## Galerie

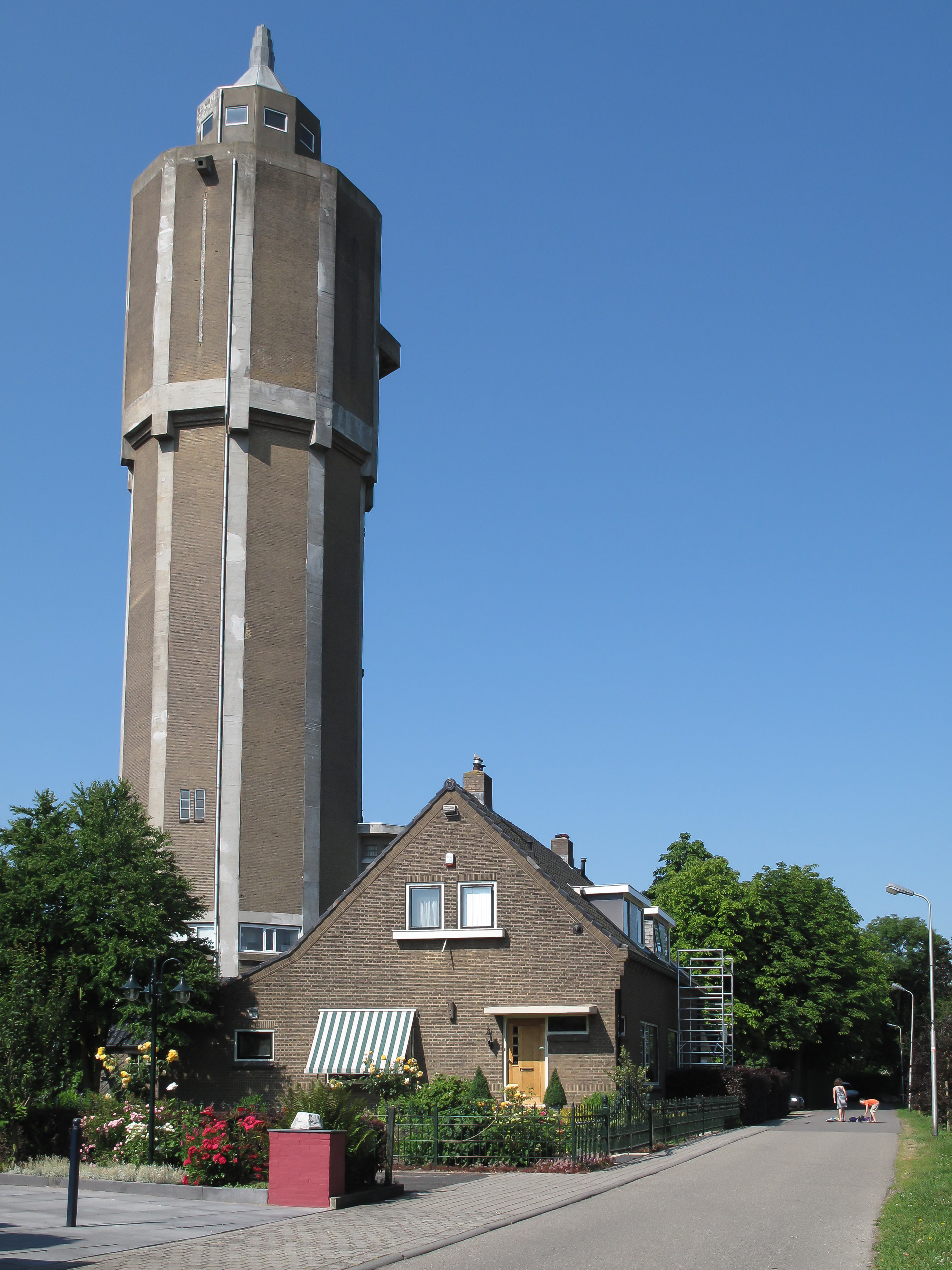
Leerdam, château d'eau
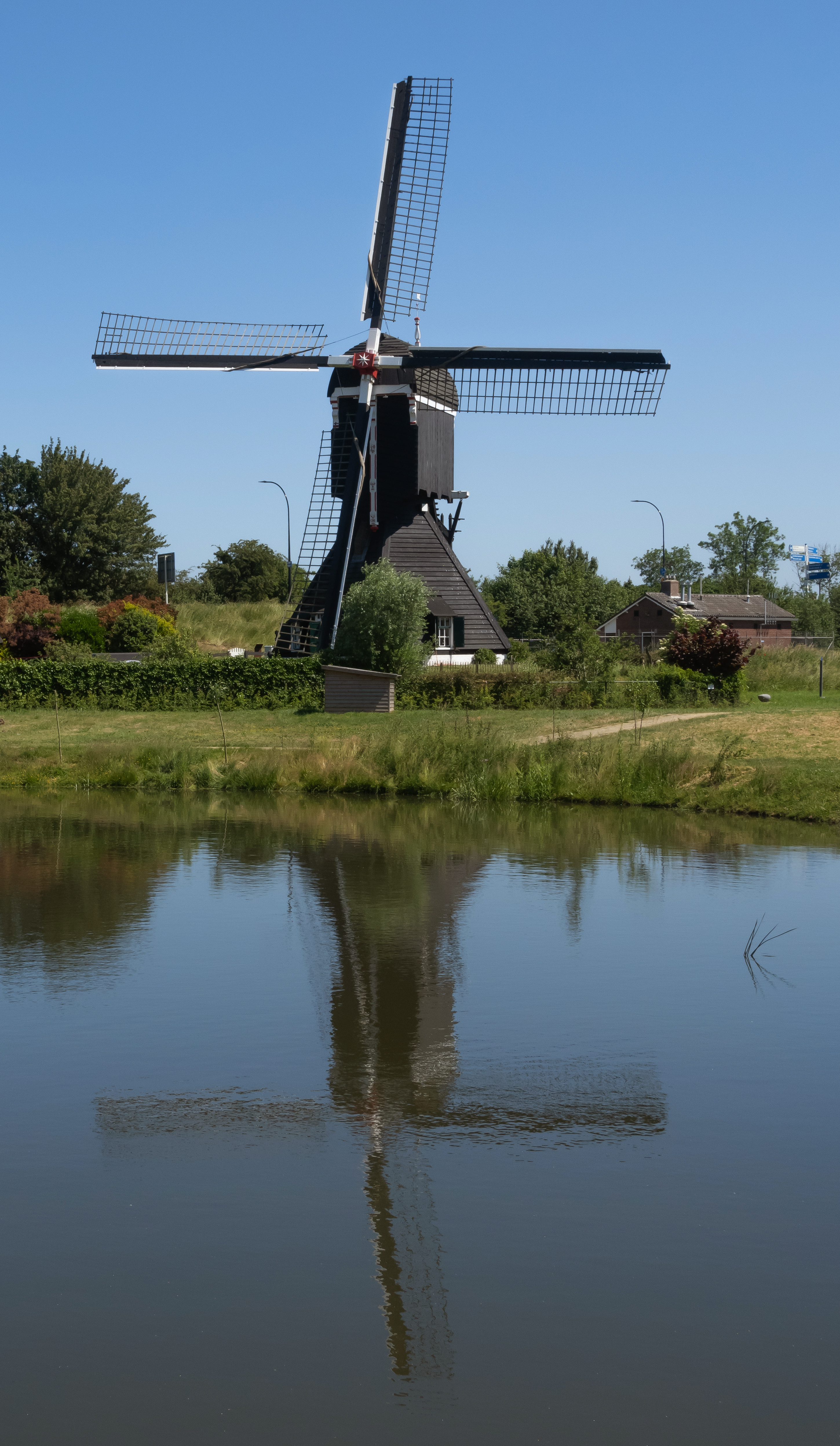
Leerdam, moulin: molen Ter Leede

## Transport
Leerdam possède une gare sur la ligne reliant Dordrecht à Elst.